# Pondok Indah Mall
Pondok Indah Mall (Indonesisch: Mal Pondok Indah) is een groot winkelcentrum, gesitueerd in Jakarta Selatan (Zuid-Jakarta), een stadsdeel van de hoofdstad van Indonesië. Het werd geopend in 1991.
Het winkelcentrum bestaat uit twee delen die van elkaar gescheiden worden door de Jalan Metro Pondok Indah. Aan de oostzijde van deze weg werd in 1991 PIM1 geopend, aan de westzijde kwam PIM2 in 2005 gereed. Door middel van twee dubbeldeks luchtbruggen over de weg, is het mogelijk naar het andere deel te lopen.
Met de aanleg van het bussysteem TransJakarta, is tussen de linker- en rechterbaan een bushalte gebouwd.